# Francisco Garfias López
Francisco Garfias López (Moguer, (Huelva), 6 de diciembre de 1920 - 26 de octubre de 2010), fue un poeta español, ganador del Premio Nacional de Literatura en 1971. Cursó estudios de Filosofía y Letras, y de Periodismo en Madrid.

## Biografía
Nació en Moguer, (Andalucía) el 6 de diciembre de 1920. En 1937 fue voluntario al servicio militar, pasando 18 meses en San Fernando (Cádiz). Tras acabar vuelve a Moguer, cursando estudios de magisterio en Huelva y obteniendo el correspondiente título en 1940.
Influenciado por la atmósfera juanramoniana en que vivió empezó a escribir sus primeros versos. A la par inició su admiración por el nobel moguereño. En 1942 comenzó los estudios de filosofía y letras en la Universidad Hispalense. Este mismo año publicó su primer libro de poesía Caminos Interiores.
Entre 1942 y 1947 escribió Vendimia y El horizonte recogido, mientras sacó la licenciatura de periodismo. Con el libro Juan Ramón en su reino obtuvo el premio "Juan Ramón Jiménez" de ensayo otorgado por el I.N.C.H. y el Ministerio de Educación en 1967. Tuvo una amplia producción, entre la que cabe destacar: "Magníficat" en 1951, dedicado a la Asunción de María, "Ciudad mia" en 1961, "Poemas de Italia" en 1964, "Aunque es de noche" en 1969, "Palabras en la orilla (conferencias y pregones onubenses)" en 1985, "Entretiempo en 1970, "Flores para Zenobia" y otros poemas en 1995, "Cincuenta Años: antología paética (1942- 1992)" en 1997, "La nieve encendida, ontología breve" en 1999, "Escribo Soledad" en 1974, "Pájaros de la Cañada" en 1989, "Montemayor" en 1994, "Canción a tres voces", 1999, "Testigos de la Pasión" en 2004, "Vendimia en la sangre" en 2006, "La idea de Dios en Juan Ramón Jiménez" en 2002, "Juan Ramón Jiménez" en 1958, "Servir es reinar. Celia Méndez, fundadora de las Esclavas del Divino Corazón" en 1989, "Curro Garfias. "Poeta de Moguer". CEIP Zenobia Camprubí 2009.
Trabajó en Radio Nacional de España y en el Consejo Superior de Investigaciones Científicas. Destacó por su labor de difusión de la vida y obra del Nobel moguereño Juan Ramón Jiménez y de Rabindranath Tagore. Trabajó como compilador y editor de una parte importante de los textos inéditos de Juan Ramón. Garfias rescató la intrahistoria del poeta buscando información entre sus familiares y personas de Moguer con las que tuvo relación. 
Fue miembro de instituciones literarias españolas y extranjeros, como las "Academie Belge-espagnole de l"Histoire", "Gran Duque de Alba", "Academia de Buenas Letras, Bellas Artes y Ciencias San Leandro" y "Sociedad Mexicana de Geografía" entre otras.
Murió el 26 de octubre de 2010, después de una larga enfermedad.

## Obra
En 1942 publica su primer libro de poesía Caminos interiores y desde entonces, a lo largo de los años, han aparecido dieciocho libros suyos de este género en diversas editoriales españolas:
- Caminos interiores (Jerez de la Frontera, 1942)
- El horizonte recogido : poemas (Madrid, 1949)
- Magnificat : (poema a la Asunción de María) (Madrid, 1951)
- Ciudad mía (Sevilla, 1961)
- Poemas de Italia (Madrid: Consejo Superior de Investigaciones Científicas. Acción Cultural, 1964)
- Aunque es de noche (Madrid: Rialp, 1969)
- Entretiempo (Málaga: Librería anticuaria, 1970)
- La duda (Madrid: Oriens, 1971)
- Escribo soledad (Sevilla: Aldebaran, 1974)
- Desde entonces : (cartas inacabadas) (Sevilla: F. Garfias, 1982) * Jazmín inacabado (Sevilla, 1986)
- Pájaros de la cañada (Madrid : Escuela Española, 1989)
- Servir es reinar. Celia Méndez, fundadora de las Esclavas del Divino Corazón (1989)
- Entretiempo; libro de los homenajes (Huelva : Diputación Provincial, 1993)
- Flores para Zenobia y otros poemas (Huelva : Diputación Provincial, 1995)
- Cincuenta años: antología poética (1942-1992) (Huelva : Diputación Provincial, 1997)
- La nieve encendida: antología breve (Huelva : La Voz de Huelva, 1999)
- Canción a tres voces (Moguer: Fundación Juan Ramón Jiménez, 1999)
- La idea de Dios en Juan Ramón Jiménez (2002)
- Testigos de la pasión (Sevilla: Consejería de Relaciones Institucionales, 2004)
- Vendimia en la sangre: (poemas de amor con los sonetos de la voz cansada) (Sevilla : Arcibel, 2006)
- Curro Garfias. Poeta de Moguer. CEIP Zenobia Camprubí 2009.

También cultivó el ensayo, la biografía y la narrativa. En prosa publicó nueve libros, habiendo obtenido, Juan Ramón en su reino, el premio "Juan Ramón Jiménez" de ensayo otorgado por el I.N.C.H. y el Ministerio de Educación (1967). Editó diez títulos, como antólogo de poesía española e hispanoamericana, sobre poesía de diferentes países en lengua española.
Sus veintinueve ediciones sobre las obras de los Premios Nobel de Literatura Juan Ramón Jiménez y Rabindranath Tagore, hacen de Francisco Garfias una de las máximas autoridades críticas de la obra de Juan Ramón Jiménez. Trabajó como compilador y editor de una parte importante de los textos inéditos de Juan Ramón. Garfias rescató la intrahistoria del poeta buscando información entre sus familiares y personas de Moguer con las que tuvo relación. Dentro de esta faceta como crítico literario y ensayista podemos destacar:
- Selección de estudios como crítico literario en la Red de Bibliotecas Públicas de Andalucía.
- Juan Ramón en su reino (Francisco Garfias y prólogo de Arturo del Villar). Fundación Juan Ramón Jiménez, Huelva 1996.

Como pregonero y exaltador cantó las fiestas, Semana Santa y romerías no sólo de su pueblo, sino de numerosas localidades y capitales de la geografía provincial, regional o nacional, estando considerado uno de los mejores oradores de este género, en el que el poeta conjuga una excepcional calidad artística con su exquisita voz:
- Palabras en la orilla: (Conferencias y pregones onubenses) / Francisco Garfias. Huelva 1985

- Montemayor (Moguer: Hermandad Matriz de Montemayor, 1994)

## Premios y reconocimientos
Consiguió el Premio Nacional de Literatura en 1971 por su obra La duda, libro de gran tensión existencial y profundidad religiosa. Otros premios recibidos han sido: "Acción Cultural" (1964), que concede el CSIC ; "Premio de Ensayo del Instituto de Cultura Hispánica" (1967); o los premios de poesía: "Santo Domingo de Silos" (1972), "Alcaraván" (1982), "Ángaro" (1982) y "Fernán González" (1984). Además, en los años 1951 y 1965 fue premiado con las Pensiones de Literatura de la Fundación Juan March. El 28 de febrero de 2010 recibió su último premio de la Junta de Andalucía, la Medalla de Andalucía por su importante trayectoria profesional y por la defensa manifiesta de Andalucía, de Huelva, de su identidad y de sus tradiciones.
En el ámbito local, fue galardonado con el Perejil de plata de la Fundación Juan Ramón Jiménez, y fue Miembro de Honor de la Fundación Juan Ramón Jiménez por su extraordinaria contribución a la proyección de la obra del Nobel, con más de cuarenta libros publicados. Además, fue nombrado Hijo Predilecto de Moguer, cuyo Ayuntamiento rotuló también con su nombre una de las calles del casco histórico, llevando también el nombre de Francisco Garfias uno de los Institutos de Secundaria de la ciudad. El 11 de abril de 2008 recibió la medalla de oro de la ciudad de Moguer.